# Eulepidotis flavipex
Eulepidotis flavipex là một loài bướm đêm trong họ Erebidae.